# دلاور (آیووا)
دلاور (به انگلیسی: Delaware) شهری در ایالت آیووا کشور ایالات متحده آمریکا است که جمعیت آن در سرشماری سال ۲۰۱۰ میلادی، ۱۵۹ نفر بوده‌است.